# Heliokles II.

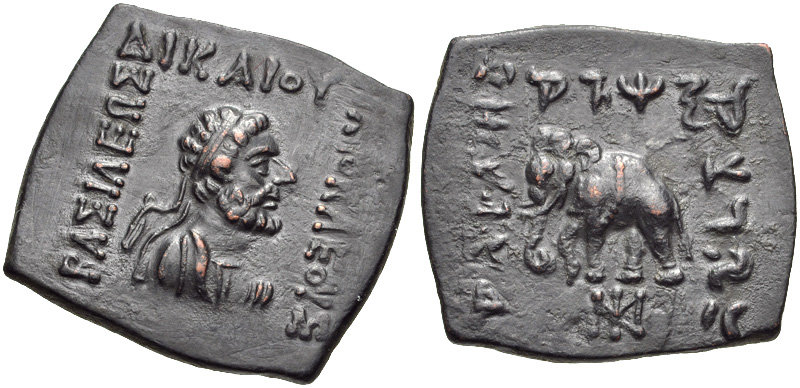
Münze Heliokles' II.

Heliokles Dikaios  war ein indo-griechischer König, der am Beginn des 1. Jahrhunderts v. Chr. regierte. Er ist bisher nur von seinen Münzen bekannt, die sich vor allem in Punjab und in Gandhara fanden. Dies war offenbar das Herrschaftsgebiet seiner wahrscheinlich eher kurzen Regierungszeit. Seine Münzen zeigen auf der Vorderseite in der Regel sein Porträt, auf der Rückseite oftmals einen Elefanten oder Zeus mit Beischriften in Kharoshthi.